# Tour of Guangxi
Il Tour of Guangxi (it. Giro di Guangxi) è una corsa a tappe maschile di ciclismo su strada che si disputa nella regione autonoma del Guangxi, in Cina. Inserito dalla sua creazione nello World Tour, è la corsa di chiusura del calendario.

## Storia
La prima edizione della gara si è svolta dal 19 al 24 ottobre 2017. La gara è organizzata dalla Wanda Sports Company e sponsorizzata dall'azienda produttrice di condizionatori d'aria Gree Group.

## Albo d'oro
Aggiornato all'edizione 2024.
| Anno    | Vincitore                                    | Secondo                                      | Terzo                                        |
| ------- | -------------------------------------------- | -------------------------------------------- | -------------------------------------------- |
| 2017    | Tim Wellens                                  | Bauke Mollema                                | Nicolas Roche                                |
| 2018    | Gianni Moscon                                | Felix Großschartner                          | Sergej Černeckij                             |
| 2019    | Enric Mas                                    | Daniel Martínez                              | Diego Rosa                                   |
| 2020-22 | annullata a causa della pandemia di COVID-19 | annullata a causa della pandemia di COVID-19 | annullata a causa della pandemia di COVID-19 |
| 2023    | Milan Vader                                  | Rémy Rochas                                  | Ethan Hayter                                 |
| 2024    | Lennert Van Eetvelt                          | Oscar Onley                                  | Alex Baudin                                  |

## Statistiche

### Vittorie per nazione
Aggiornato all'edizione 2023.
| Pos. | Nazione                   | Vittorie |
| ---- | ------------------------- | -------- |
| 1    | Belgio                    | 2        |
| 2    | Italia Spagna Paesi Bassi | 1        |